# Dendroctonus valens
Dendroctonus valens là một loài côn trùng trong họ Curculionidae, có nguồn gốc Bắc Mỹ, México, Guatemala và Honduras. Loài này được LeConte miêu tả khoa học đầu tiên năm 1860. Chúng được đưa đến Trung Quốc và trở thành một loài xâm lấn nguy hại đến môi trường, chúng đã làm chết hơn 6 triệu cây thông tại nước này.

## Mô tả
Trứng có hình trụ với đầu tròn, màu trắng, đục và sáng bóng, và dài khoảng 1 mm (0,04 in). Ấu trùng là một con sâu trắng, không có chân, có đầu màu nâu và màu màu nâu kéo dài đến bụng. Khi nó phát triển, các phần màu nâu nhạt hiện lên rõ ràng. Ấu trùng phát triển đầy đủ dài từ 10 đến 12 mm (0,39 đến 0,47 in). Con nhộng có màu trắng, nó là exarate, râu và chân được tự do và không bị bao bọc trong cái kén. Bọ cánh cứng trưởng thành dài từ 6 đến 10 mm (0,24 đến 0,39 in) và dài gấp đôi khi nó vươn rộng. Khi chúng lần đầu tiên thoát khỏi thân con nhộng, màu sắc rám nắng nhưng nó sẽ sớm chuyển sang màu nâu đỏ sẫm.

## Phân bố
D. valens phân bố ở Bắc và Trung Mỹ. Phạm vi sống của loài kéo dài từ Canada và các phần phía bắc với phần phía tây của Hoa Kỳ, về phía nam đến México, Guatemala và Honduras. Vào giữa thập niên 1990, loài này đã vô tình được đưa vào Trung Quốc, có lẽ là trong vật liệu đóng gói bằng gỗ, từ một vụ dịch bùng phát ở tỉnh Sơn Tây năm 1999, chúng đã lan sang các tỉnh Hà Bắc, Hà Nam và Thiểm Tây. Chúng có một phạm vi sống cùng với tiềm năng rộng lớn lan rộng đến các khu vực khác của Trung Quốc và rộng hơn là sự lan rộng trên khắp lục địa Á Âu.

## Phạm vi cơ sở
Ở Bắc Mỹ, loài bọ cánh cứng này tấn công linh sam trắng (Abies concolor) và nhiều loài cây vân sam (Picea) và thông (Pinus). Ở Trung Quốc, nó chủ yếu tấn công thông đỏ Mãn Châu (Pinus tabuliformis) và thông trắng Trung Quốc (Pinus armandii). Bằng chứng cho thấy một cây đã bị tấn công là sự tồn tại của các "ống nhựa mủ" trên thân cây; chúng xuất hiện ở các lỗ do loài này tạo ra, và được tạo thành từ hỗn hợp nhựa cây và cứt mọt, thay đổi màu sắc khác nhau theo loài cây. Cây bị tấn công biểu hiện kim (lá) rút ngắn, kim dễ rụng, tăng trưởng kém, ngọn cây lá thưa thớt và cành bị chết. Chúng cũng cho thấy những thay đổi về màu sắc của kim, màu dần dần thay đổi từ màu xanh lá cây sang màu vàng lục, vàng, hạt dẻ và đỏ, khi đó cây chết.

## Vòng đời
Ở phần phía nam trong phạm vi sống bản địa của loài bọ cánh cứng này, nó có thể hoạt động cả năm và có thể có một hoặc hai thế hệ chồng chéo. Ở các khu vực phía bắc, nó có thể hoạt động từ tháng 5 đến tháng 10 và có một thế hệ duy nhất mỗi năm, hoặc ấu trùng có thể mất hơn một năm để trưởng thành. Trên thân cây sống, chúng khoét một cái lỗ trong vòng một hoặc hai mét cách mặt đất. Trên những gốc cây hoặc những cây sắp chết, sự hiện diện của bọ cánh cứng này có thể quan sát từ phần trên cây bị chúng ăn. Sau khi xuyên qua được lớp vỏ, một cặp đôi và con cái tạo một hốc thẳng đứng, sau đó đẻ trứng thành từng cụm nhỏ. Bọ tiếp tục mở rộng cái hốc rỗng. Khi trứng nở, ấu trùng chui ra hốc lớn hơn, đàn trở nên đầy ắp trong các mô cây. Khi đã hoàn thành giai đoạn phát triển sau hai tháng trở lên, loài chuyển thành kén trong nhiều ngăn của hốc. Tốc độ phát triển phụ thuộc vào nhiệt độ. Hốc lớn có thể được hình thành ở phần dưới của thân cây và phần trên của hệ thống rễ, và chúng tập trung ở rễ để ngủ đông trong mùa đông. Với sự xuất hiện của thời tiết ấm áp hơn vào mùa xuân, bọ cánh cứng thoát ra khỏi thân cây và phát tán, tìm những cây chủ thích hợp bằng cách phát hiện ethanol, monoterpen và pheromone.

## Tác động
Trong phạm vi sống bản địa của nó, D. valens phá hoại các gốc cây vừa mới bị đốn hạ, cũng như tấn công các cây bị hư hại bởi hạn hán, cháy rừng hoặc xáo trộn rễ. Ở Trung Quốc, nơi mà loài côn trùng này được gọi với cái tên Cường đại tiểu đố (彊大小蠹), chúng gây hại một cách tương tự, các cuộc tấn công nặng nề nhất là ở tỉnh Sơn Tây ở độ cao từ 600 đến 2.000 m (2.000 đến 6.600 ft). Ở đây, rừng đã được trồng rộng rãi để giảm xói mòn và ngăn chặn hàng triệu tấn đất bị cuốn trôi mỗi năm vào sông Hoàng Hà. Diện tích 500.000 hécta (1.200.000 mẫu Anh) trồng Pinus tabuliformis từ năm 1900 đã bị ảnh hưởng bởi những con bọ cánh cứng này, với sáu triệu cây bị chết. Các cây cổ thụ của loài cây này đã bị tấn công nhưng các khu rừng được trồng gần đây nói chung thì chưa bị tấn công. Lượng mưa mùa đông thấp ở những ngọn núi này đã làm hư hại cây cối và mùa đông ấm áp đã khuyến khích sự sống sót của bọ cánh cứng. Một loài bọ cánh cứng châu Âu Dendroctonus micans tấn công cây vân sam, đặc biệt là một con bọ cánh cứng ăn thịt Rhizophagus grandis. Nghiên cứu ở Trung Quốc đã chỉ ra rằng R. grandis cũng tấn công D. valens và bọ cánh cứng ăn thịt này đang được nuôi để phát hành ở Trung Quốc trong một chương trình kiểm soát sinh học đối với loài Dendroctonus valens gây hại này.